# رشدي رتشبر

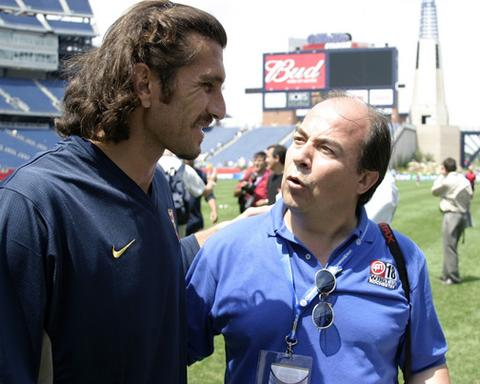
رشدي (إلى اليسار).

رشدي رتشبر (بالتركية: Rüştü Reçber)‏، (و. 10 مايو 1973 أنطاليا)، لاعب كرة قدم تركي سابق أجاد اللعب في مركز حراسة المرمى. لعب لأندية أنطاليسبور، فنربخشه، برشلونة، بيشكتاش. وحقق المركز الثالث مع المنتخب التركي في بطولة كأس العالم لكرة القدم 2002.

## من الصغر إلى الشهرة
اكتشف رشدي لأول مرة من قبل المدرب ايلي داتكو وكان قدم في وقت لاحق لفاتح تيريم. تريم أعجب بروستو وقال انه سوف يصبح يوما ما أكبر حراس المرمى، رغم أنه كان الحارس الثالث مع ناديه. تيريم أوصل روستو لأكبر ثلاثة اندية في إسطنبول : غلطة سراي التركي، فنرباخجه، وبشيكتاش. في عام 1993، وقع رشدي عقدا مع بشيكتاش. وبعد فترة وجيزة حصل حادث سيارة حيث اصيب فيه.

## فنربخشة
في بداية موسم 1993-94 وقع عقدا مع فنرباخجه. على سبيل الإعارة، خلال موسم 1994-95، اصيب أول حارس مرمى المنتخب انجين حيث اتيحت هذه الفرصة ليثبت نفسه، وارتفع إلى مستوى المناسبة. على مدى المواسم التسعة المقبلة، سواء في فنربخشه والمنتخب الوطني. روستو فاز بأربعة ألقاب الدوري التركي الدرجة الأولى خلال لعبه لفنربخشه.

## برشلونه
بعد أن امضى تسعة مواسم مع فناربخشة التركي كانت لدى روستو فرصه متوفرة على الانتقال الحر. جاءت عروض من ميلان الإيطالي وبرشلونة وانتر ميلان وفالنسيا ومانشستر يونايتد وارسنال ويوفنتوس، وليفربول. روستو كان قريبا جدا من التوقيع لأرسنال، ولكن كان لديه خلاف مع مدرب الفريق ارسين فينغر ونقله ألغي لكن تم انتقاله إلى عمالقة الدوري الأسباني برشلونة. روستو كان ناجحا مع برشلونة في أول موسم له، حتى أصابته إصابات. في المباراة الافتتاحية من الدوري الأسباني قدم رشدي شفائه الكامل قبل يوم واحد. اختار مدرب برشلونة الهولندي فرانك ريكارد للعب لفيكتور فالديس لأن روستو كان لا يزال ضعيفا للغاية في اللغة الإسبانية. روستو كان مستاءة من هذا، قائلا «إنه ليس من الطبيعي بالنسبة لحارس مرمى ان يستبعد لانه لا يتكلم الأسبانية.» وبعد فترة قصيرة عاد إلى فنربخشه في البداية على سبيل الإعارة.

## بيشيكتاش
بعد فوزه بلقب الدوري للمرة الثالثة مع فنربخشه في 2006-07، تشاجر رشدي مع النادي بشأن دوره في المستقبل في الفريق. فولكان دميريل أصبح الخيار الأول للنسور والآن روستو هو الخيار الثاني. بيشكتاش شهدت هذه الفرصة للتوقيع مع روستو، الذي كان لاعب حر في ذلك الوقت. مشجعي فنربخشة كانوا غاضبين من قراره بالانتقال إلى فريق منافس. على الرغم من استمرار وقوع اصابات. روستو كان قادرا على القيام بدور رئيسي في مساعدة النادي على الفوز بالدوري التركي الدرجة الأولى في 2008-09. وقدم بعض العروض التي لا تنسى لبشيكتاش، وعلى الأخص ضد مانشستر يونايتد في دوري ابطال أوروبا على ملعب اولد ترافورد في 25 تشرين الثاني 2009، حيث صد عددا من الهجمات ليحفظ الفوز 1-0.

## مع المنتخب التركي
كأس العالم 2002 : 

فازت تركيا بالمركز الثالث في كأس العالم 2002، كان رشدي واحد من اللاعبين الذين جعلوا تركيا أفضل فريق في البطولة. كان روستو قد لفت انتباه النوادي الأوروبية الكبرى. ومع ذلك، قدم روستو وعد للنسور قبل كأس العالم انه سوف يرى حتى نهاية عقده، والذي انتهى بعد موسم 2002-03.

كأس الأمم الوروبيه 2008 :

تم اختيار حارس المرمى فولكان ديميريل مع تركيا للمرة الأولى علق رشدي بدأ مباراة ربع النهائي ضد كرواتيا. كان كابتن الفريق بسبب استبدال نهاد قهوجي. وسجل كرواتيا هدف المباراة الأول في الدقيقة المتبقية في الوقت الإضافي. روستو قام بإصلاح خطئه على الفور، حيث ساعد سميح في الوقت المحتسب بدل الضائع في الدقيقة 122nd. وفي ركلات الترجيح التي تلت ذلك واجه اربع ركلات، وقام بإنقاذ واحده مما أدى إلى تأمين فوز تركيا في تبادل لإطلاق النار وتمكن من التقدم تركيا إلى الدور نصف النهائي لنهائيات كأس الأمم الأوروبية للمرة الأولى في تاريخه. في أعقاب مباراة الدور نصف النهائي مع ألمانيا، قال انه أعلن اعتزاله مع المنتخب الوطني.

## حياته الشخصية
رشدي متزوج بإيسيل وانجبا ابناً وابنة.

## الألقاب والإنجازات
مع فنربخشة:

الدوري التركي :1996, 2001, 2005, 2007

كأس تركيا :1998
مع بيشيكتاش :

الدوري التركي :2009

كأس تركيا :2009
مع المنتخب التركي :

كأس الأمم الوروبيه 2000 : الدور ربع النهائي

كأس الأمم الوروبيه 2008 : الدور نصف النهائي 

كأس العالم 2002 : المركز الثالث
القاب فرديه :

ثالث أفضل حارس في العالم 2002

## روابط خارجية
- رشدي رتشبر على موقع الاتحاد الدولي (مؤرشف)  (الإنجليزية)
- رشدي رتشبر على موقع الاتحاد الأوربي (الإنجليزية)
- رشدي رتشبر على موقع اتحاد تركيا (لاعب) (الإنجليزية)
- رشدي رتشبر على موقع قاعدة بيانات كرة القدم.إي يو (الإنجليزية)
- رشدي رتشبر على موقع ناشيونال فوتبول تيمز (الإنجليزية)
- رشدي رتشبر على موقع عالم كرة القدم.نت (الإنجليزية)